# Michel Di Mattia
Michel Di Mattia (La Louvière, 15 september 1966) is een Belgisch politicus voor de PS.

## Levensloop
Di Mattia, die Italiaanse roots heeft, is van opleiding licentiaat en geaggregeerde in de psychologie en licentiaat in de communicatie aan de UCL. Hij werkte zes maanden als journalist bij de christendemocratisch gezinde krant La Cité en begon vervolgens een academische loopbaan als onderzoeksassistent bij het Observatorium voor Media aan de UCL. 
Daarna werd hij actief in het verenigingsleven. Eerst werd hij coördinator van het Centrum voor Psychologische Begeleiding en Sociale Preventie van de stad La Louvière en nadien directeur bij de vzw SIEP in de regio Charleroi, een informatiedienst over studies en beroepen voor middelbare scholieren en studenten in het hoger onderwijs. Van 2010 tot 2013 was Di Mattia ook voorzitter van het regionaal centrum voor interculturele actie in de Centre, van 2013 tot 2017 directeur van de vzw SETIS Wallon, een vertaal- en communicatiedienst voor immigranten om te helpen bij hun integratie in de maatschappij, en van 2017 tot 2019 directeur van de vzw InforJeunes, een informatiecentrum voor jongeren in verband met onderwijs, studentenjobs en sociaal recht.
In de jaren '90 trad Di Mattia toe tot de PS. Hij interesseerde zich ook in de Italiaanse politiek en was eerst actief in de partij Partito Democratico della Sinistra. Nadien was hij secretaris-generaal van de Belgische afdeling van de Italiaanse politieke partij Democratici di Sinistra. Met de toestemming van de PS droeg hij in 2007 bij tot de oprichting van Partito Democratico, waar hij ijverde voor het toekennen van stemrecht aan Italianen in het buitenland, dat in 2008 werd doorgevoerd. 
In oktober 2000 werd hij verkozen tot gemeenteraadslid van de stad La Louvière. In december 2012 werd Di Mattia er schepen voor Onderwijs, Bibliotheken en Gezondheid. Na de gemeenteraadsverkiezingen van oktober 2018 bleef hij in het schepencollege zetelen als schepen van Cultuur, Toerisme, Beschermd Erfgoed en Bibliotheken. In juli 2019 nam Di Mattia ontslag als schepen om zijn parlementaire mandaten op te nemen, waarna hij weer als gemeenteraadslid ging zetelen.
Bij de Waalse verkiezingen van mei 2019 werd Di Mattia op de derde plaats van de PS-lijst verkozen in het arrondissement Zinnik-La Louvière, waarna hij zitting nam in het Waals Parlement en het Parlement van de Franse Gemeenschap. In het Waals Parlement werd Di Mattia lid van de commissie Openbaar Ambt, Toerisme en Erfgoed en bekommerde hij zich om regionale dossiers rond werkgelegenheid, toerisme en erfgoed; in het Parlement van de Franse Gemeenschap zetelde hij eerst van 2019 tot 2020 in de commissie Algemene Zaken en Internationale Betrekkingen en van 2020 tot 2024 in de commissie Onderwijs en ijverde hij voor een uitbreiding van het aanbod van hoger onderwijs in de Centre. Bij de Waalse verkiezingen van juni 2024 werd Di Mattia niet herkozen.